# Quasi-Park Narodowy Meiji no Mori Takao
Quasi-Park Narodowy Meiji-no-Mori-Takao (jap. 明治の森高尾国定公園 Meiji-no-Mori-Takao Kokutei Kōen) – quasi-park narodowy znajdujący się wokół góry Takao w Hachiōji, w aglomeracji Tokio, w Japonii. Obszar parku jest pod ochroną Międzynarodowej Unii Ochrony Przyrody, gdyż został oznaczony kategorią V, czyli jako park chroniący krajobraz.
Park koncentruje się wokół góry Takao i obejmując obszar 7,77 km² jest najmniejszym quasi-parkiem narodowym. Park jest odwiedzany przez 2,2 mln ludzi rocznie. W 1967 r. rząd ustanowił park quasi-parkiem narodowym wraz z Quasi-Parkiem Narodowym Meiji-no-Mori-Minō w Osace w ramach obchodów setnej rocznicy przywrócenia faktycznej władzy cesarzowi Meiji w 1868 (restauracja Meiji).
Obszar składa się z dziewiczych lasów jodły momi (Abies firma), japońskiej sosny czerwonej (Pinus densiflora) i buku japońskiego (Fagus japonica Maxim.) ponieważ były chronione jako część terenu świątyni Takao-san Yakuō-in założonej w 744 roku. Miejsce jest znane jako siedlisko wielu owadów, a także ptaków. 
Od Quasi-Parku Narodowego Meiji-no-Mori-Takao do Quasi-Parku Narodowego Meiji-no-Mori-Minō prowadzi długodystansowy pieszy szlak Tokai Nature Trail (Tōkai Shizen Hodō) o długości 1697 km, prowadzący przez 11 prefektur. Wędrówka wzdłuż całego szlaku zajmuje od 40 do 50 dni.

## Galeria

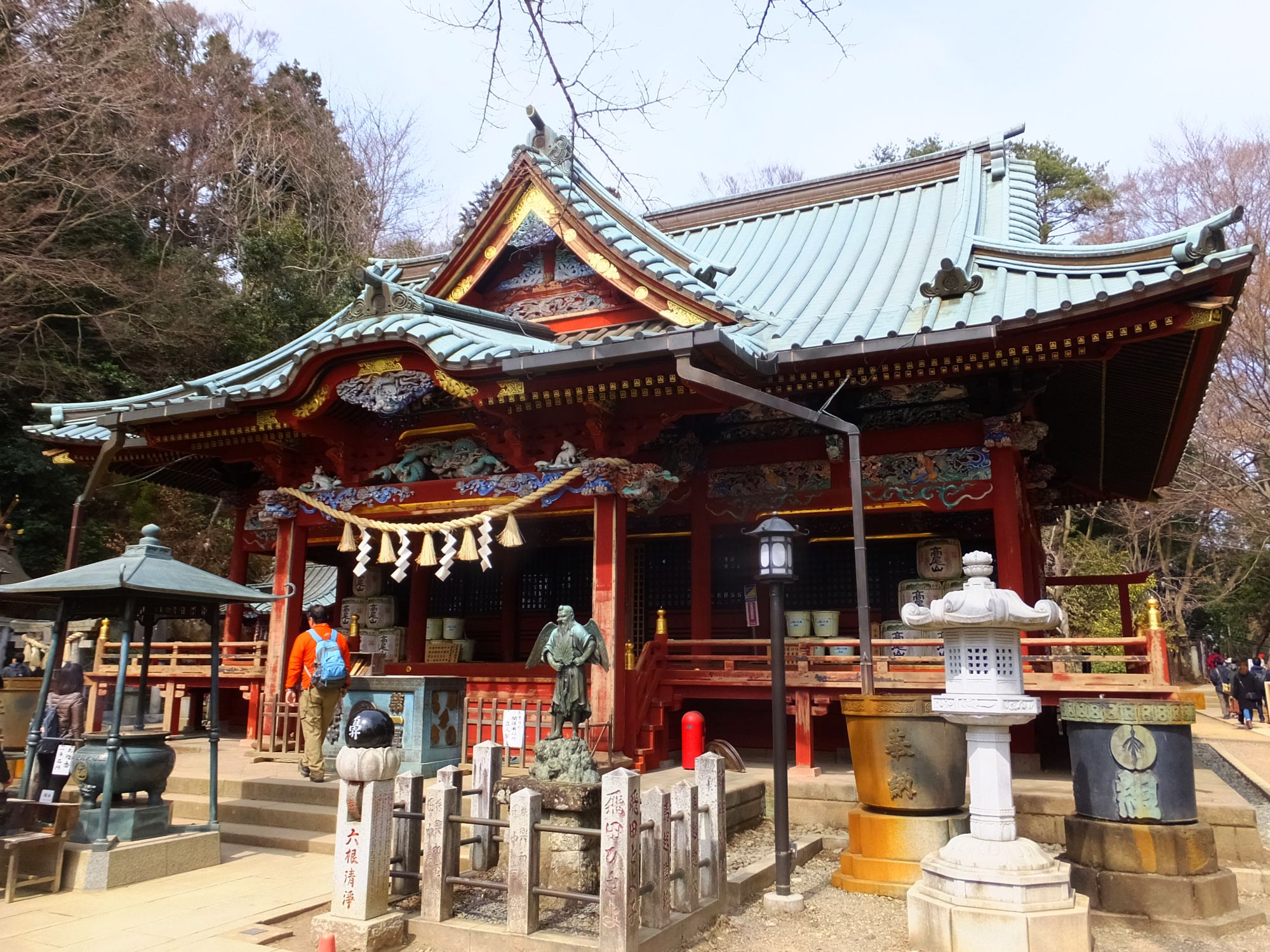
Takao-san Izuna Gongen-dō należący do Takao-san Yakuō-in
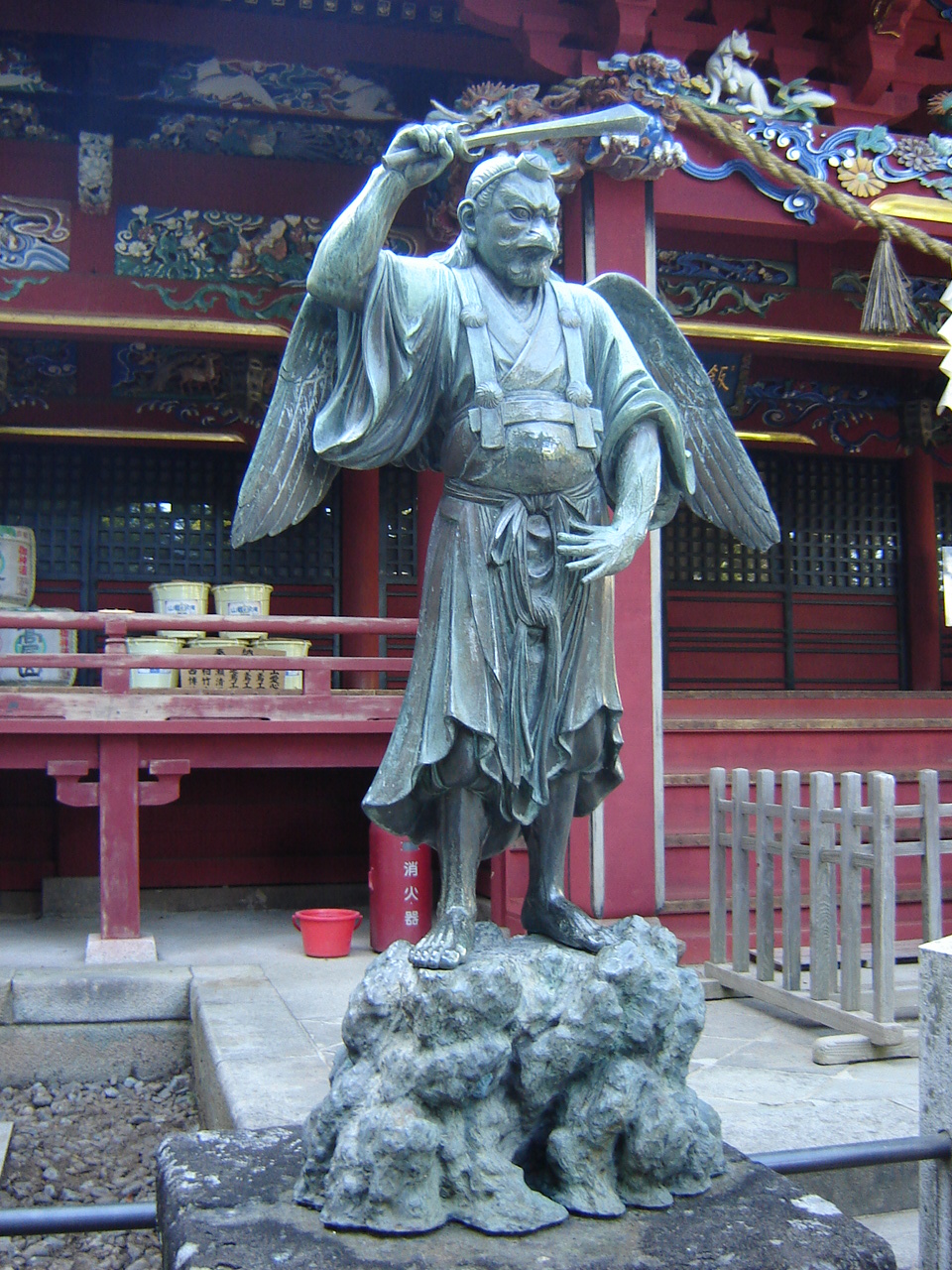
Góra Takao, posąg mitycznej istoty Tengu
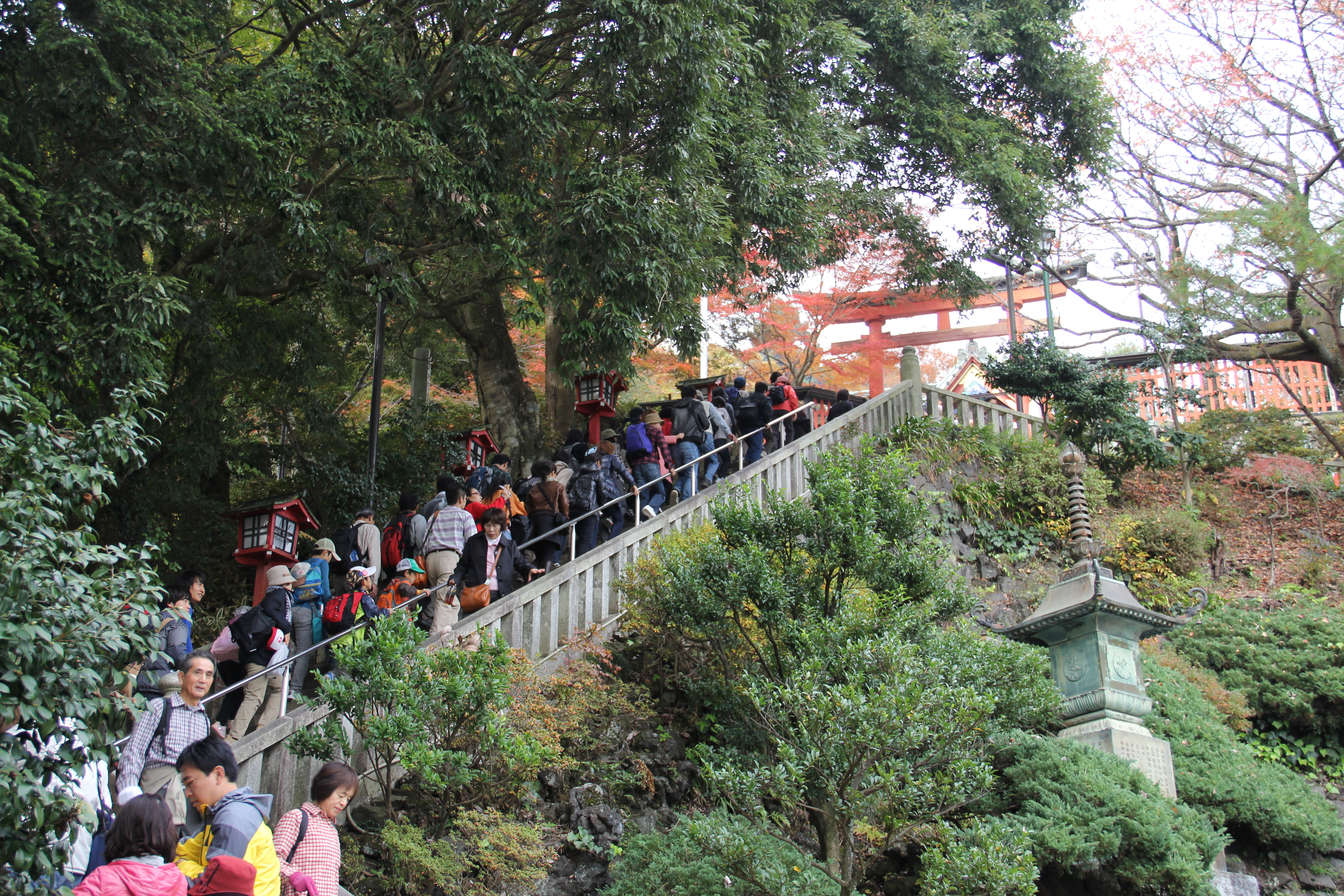
Góra Takao w czasie weekendu